# Garden City (Utah)
Garden City és una població dels Estats Units a l'estat de Utah. Segons el cens del 2000 tenia 357 habitants.

## Demografia
Segons el cens del 2000, Garden City tenia 357 habitants, 131 habitatges, i 99 famílies. La densitat de població era de 30,6 habitants per km².
Dels 131 habitatges en un 26,7% hi vivien nens de menys de 18 anys, en un 69,5% hi vivien parelles casades, en un 4,6% dones solteres, i en un 23,7% no eren unitats familiars. En el 19,1% dels habitatges hi vivien persones soles el 8,4% de les quals corresponia a persones de 65 anys o més que vivien soles. El nombre mitjà de persones vivint en cada habitatge era de 2,69 i el nombre mitjà de persones que vivien en cada família era de 3,1.
Per edats la població es repartia de la següent manera: un 24,9% tenia menys de 18 anys, un 7,8% entre 18 i 24, un 20,4% entre 25 i 44, un 24,6% de 45 a 60 i un 22,1% 65 anys o més.
L'edat mediana era de 42 anys. Per cada 100 dones de 18 o més anys hi havia 92,8 homes.
La renda mediana per habitatge era de 40.750 $ i la renda mediana per família de 56.250 $. Els homes tenien una renda mediana de 45.833 $ mentre que les dones 35.000 $. La renda per capita de la població era de 20.206 $. Entorn del 2,7% de les famílies i el 9,6% de la població estaven per davall del llindar de pobresa.

## Poblacions més properes
El següent diagrama mostra les poblacions més properes.